# روبرت برايس (محامي)
روبرت برايس (بالإنجليزية: Robert Price)‏ هو محامي أمريكي، ولد في 27 أغسطس 1932، وتوفي في 22 أبريل 2016.